# Società Sportiva Chieti 1972-1973
Questa voce raccoglie le informazioni riguardanti la Società Sportiva Chieti nelle competizioni ufficiali della stagione 1972-1973.

## Rosa
| N. |                   | Ruolo | Calciatore         |
| -- | ----------------- | ----- | ------------------ |
|    | Italia (bandiera) | C     | Stefano Anelli     |
|    | Italia (bandiera) | A     | Gianluigi Azzoni   |
|    | Italia (bandiera) | D     | Giorgio Bacchi     |
|    | Italia (bandiera) | A     | Walter Berardi     |
|    | Italia (bandiera) | D     | Gianfranco Bisiol  |
|    | Italia (bandiera) | A     | Angelo Calisti     |
|    | Italia (bandiera) | A     | Pasquale Cavicchia |
|    | Italia (bandiera) | D     | Giuseppe Cerone    |
|    | Italia (bandiera) | D     | Arturo De Petri    |
|    | Italia (bandiera) | A     | Aldo Di Pietro     |
|    | Italia (bandiera) |       | Doffo              |

| N. |                   | Ruolo | Calciatore         |
| -- | ----------------- | ----- | ------------------ |
|    | Italia (bandiera) | D     | Fulvio Fellet      |
|    | Italia (bandiera) | P     | Giampietro Fontana |
|    | Italia (bandiera) | C     | Raffaele Lippo     |
|    | Italia (bandiera) | D     | Paolo Monico       |
|    | Italia (bandiera) | A     | Gabriele Omizzolo  |
|    | Italia (bandiera) | D     | Italo Rossetto     |
|    | Italia (bandiera) |       | Rossi              |
|    | Italia (bandiera) | P     | Gino Rulli         |
|    | Italia (bandiera) | C     | Ferdinando Sena    |
|    | Italia (bandiera) | C     | Sergio Vriz        |
|    | Italia (bandiera) | C     | Giovanni Zanotti   |